# Live at the Old Waldorf
Albums de Mike Bloomfield
If You Love These Blues, Play 'Em As You Please
(1976) Analine
(1977)
Live at the Old Waldorf, paru en 1998, est un album enregistré en public entre décembre 1976 et mai 1977 par Mike Bloomfield.

## L'album
Fréquemment le week-end, pendant de nombreux mois entre janvier 1976 et août 1978, Mike Bloomfield s'est produit au nightclub Old Waldorf de San Francisco où il résidait. 

À l'exception du premier titre, enregistré le 10 novembre 1974 sur une radio californienne, tous les titres de cet album ont été captés entre décembre 1976 et mai 1977.

Ces enregistrements ont été compilés beaucoup plus tard et l'album est sorti en 1998.

## Les musiciens
Mike Bloomfield : guitare

Nick Gravenites : voix, guitare

Roger Troy : basse, voix

Bob Jones : batterie, voix

Mark Naftalin : piano

## Les titres
| No | Titre                     | Durée |
| -- | ------------------------- | ----- |
| 1. | Blues Medley              | 7:45  |
|    | - Sweet Little Angel      |       |
|    | - Jelly Jelly             |       |
| 2. | Feel so Bad               | 4:26  |
| 3. | Bad Luck Baby             | 5:52  |
| 4. | The Sky Is Cryin’         | 5:53  |
| 5. | Dancin’ Fool              | 3:49  |
| 6. | Buried Alive in the Blues | 4:55  |
| 7. | Further Up on the Road    | 3:16  |
| 8. | Your Friends              | 7:18  |
| 9. | Bye Bye                   | 4:25  |

## Informations sur le contenu de l'album
- Sur Blues Medley, Barry Goldberg joue des claviers, Mark Adams de l'harmonica et George Rains est à la batterie à la place de Bob Jones.
- Sweet Little Angel est une composition de Tampa Red sortie en 1934 sous le titre Black Angel Blues. B.B. King donnera à ce standard du blues sa forme actuelle en 1956.
- Jelly Jelly est une reprise de Earl Hines (1940).
- Feel so Bad est une reprise de Chuck Willis (1953).
- Bad Luck Baby, Dancin' Fool et Bye Bye sont des compositions de Nick Gravenites.
- The Sky Is Cryin’ est une reprise d'Elmore James (1959).
- Buried Alive in the Blues, composé par Nick Gravenites, est une reprise de Janis Joplin (1971).
- Further Up on the Road est une reprise de Bobby Blue Bland (1957).
- Your Friends est une reprise de Bobby Blue Bland (1962).